# Monarda dressleri
Monarda dressleri är en kransblommig växtart som beskrevs av Scora. Monarda dressleri ingår i släktet temyntor, och familjen kransblommiga växter. Inga underarter finns listade i Catalogue of Life.